# Polimorfizam (biologija)
Polimorfizam (grč. πολύ - poli = mnogo + μορφή -morf = oblik, figura, silueta), u biologiji se javlja kada se jedna osobina, u istoj populaciji određene vrste ispoljava u dva ili više jasno različitih fenotipa. Drugim rečima, pojavljuje se u više od jedne forme ili morfe. Da bi se klasifikovao kao takav, mora se nalaziti u istom staništu i u isto vreme i pripadati panmiktičnoj populaciji (sa slučajnim parenjem).
Opisani polimorfizam uključuje varijaciju fenotipa. Međutim, ovaj termin se takođe koristi i u drugom smislu, kao kod molekularnih biologa kada opisuju mutacije u genotipu, kao što su jednonukleotidni polimorfizam (SNP) ili RFLP. 
Tri mehanizma mogu da uzrokuju polimorfizam:
- Genetski polimorfizam – gde je fenotip svake individue genetički određen
- Uslovna razvojna strategija, gde je fenotip svake individue određen uticajem okoline
- Mešovita razvojna strategija, gde je fenotip randomno dodeljen tokom razvića

Polazna definicija, sama po sebi, dopušta da se termin polimorfizam u biologiji može odnositi na svaku pojavu ili čak i proces, ako se javlja u najmanje dve varijante (morfe). Polimorfizam je uobičajen u prirodi, jer u najširem smislu uključuje i sveukupni biodiverziteta, genetičke varijacije i adaptacije. Obično funkcioniše tako da održava različite forme u populaciji koja živi u promenljivom okruženju okruženju. Najuobičajenija pojava je polni dimorfizam, koji se javlja kod mnoštva organizama. Drugi ilustrativan primer može biti zaštitna obojenost leptira (vidi: mimikrija) ilihemoglobin i krvne grupe.
Prema teoriji evolucije, posledica polimorfizma su procesi usmeravanja evolucijskih procesa, u koje su uključeni i bilo koji drugi aspekti jedne vrste. To je nasledna varijacija modofikovana putem prirodne selekcije. U polimorfizmu jedinke genetička konstitucija omogućuje veoma različita preoblikovanja u okvirima zadatog genotipa, kao i mehanizam prekidača koji određuje koji je morf ispoljio najveću prilagodljivost određenoj životnoj sredini.
U genetičkom polimorfizmu genotip determinira fenotip (u interakciji sa faktorima životne sredine).

## Terminologija
Iako je u općoj upotrebi polimorfizam je prilično širok pojam, u biologiji je dobio posebno značenje, što ga razlikuje od pojma monomorfizam (koji ima samo jedan oblik). Kada postoji i druga forma precizniji termin je dimorfizam.
- Termin izostavlja forme koji pokazuju kontinuiranu varijaciju (kao što je težina), iako i ona ima naslednu komponentu. Polimorfizam se bavi oblicima u kojima je varijacija diskretna (diskontinuirana) ili jasno alternirajuća. Ukratko, ovako definisan pojam polimorfizma obuhvata samo kvalitativne osobine.
- Posmatrani morfi (oblici, fenotipovi) se moraju ispoljavati na istom staništu, u isto vreme. Ovo isključuje geografske rase i sezonske oblike.
- Termin je prvi put upotrebljen za opisivanje vidljive forme, ali danas je proširen je i tajanstvena preoblikovanja , na primer krvnih varijacija, koji se mogu otkriti odgovarajućim testiranjem.
- Retke varijacije nisu klasifikovane kao polimorfizmi, kao što ni mutacije, same po sebi ne predstavljaju polimorfizam. Da bi se klasifikovali kao polimorfizam mora da postoji neka vrsta ravnoteže između preoblikovanja i nasledne osnove.

## Spoljašnje veze
- Guide to reptile morphs
- Heterostyly in the Cowslip (Primula veris L.)
- McNamara, Don (1998). „Notes on Rearing Scarlet tiger moth Callimorpha dominula (L.)”. Amateur Entomologists' Society. Приступљено 15. 8. 2006.